# Inocybe urceolicystis
Inocybe urceolicystis är en svampart som tillhör divisionen basidiesvampar, och som beskrevs av Johann Stangl och Vauras. Inocybe urceolicystis ingår i släktet Inocybe, och familjen Crepidotaceae. Arten har ej påträffats i Sverige.